# Binzen
Binzen là một xã tây nam bang Baden-Württemberg. Binzen thuộc huyện Lörrach. Dân số cuối năm 2006 là 2878 người.